# Дисконтированный срок окупаемости
Дисконтированный срок окупаемости (дисконтированный метод расчета периода окупаемости, англ. Discounted payback period, DPBP, DPP) — срок окупаемости, учитывающий разную ценность денег при поступлении и выплат во времени.

## Определение
Английский профессор Колин Друри определяет дисконтированный срок окупаемости как период времени, необходимого для окупаемости вложенного капитала, при котором поток денежных средств дисконтирован до приведённой стоимости.
Дисконтированный срок окупаемости учитывает разную ценность денег при поступлении и выплат во времени:
{\displaystyle DPBP=min(n)}, при котором {\displaystyle \sum _{t=1}^{N}{\frac {CF_{t}}{(1+i)^{t}}}>I_{o}},
где {\displaystyle i} — ставка дисконтирования, {\displaystyle I_{0}} — первоначальные инвестиционные затраты, {\displaystyle CF_{t}} — денежный поток в {\displaystyle t} периоде.
Дисконтированный срок окупаемости всегда дольше, чем простой срок окупаемости на ставку дисконтирования.
Ставка дисконта — это минимальная допустимая отдача на вложенный капитал, которая может быть получена от альтернативных вложений с тем же уровнем риска.

## Критика
Дисконтированный срок окупаемости позволяет определить прибыльность проекта, проранжировать различные проекты, выделить проекты с быстрой окупаемостью. Метод основан на том, что чем больше времени, тем более высока вероятность потерь в проекте.